# Лосевские пороги
Лосевские пороги, также Лосевская протока (ранее Kiviniemenkoski в переводе с фин. — «порог Кивиниеми») располагается между посёлками Лосево и Варшко в Приозерском районе, Ленинградской области. Представляет собой короткий бурный проток, чья вода впадает из реки Вуоксы в Суходольское. Пороги существуют с середины XIX века. До этого уровень воды в местности был на 7 метров выше и пороги были широким и спокойным проливом, пока вода с Суходольского не стала спадать в Ладогу.
В составе Финляндии Пороги Кивиниеми стали рыболовным центром. После вхождения в состав СССР, c 1960-х годов Лосевские пороги стали центром Ленинградского байдарочного спорта. Сегодня за счёт транспортной доступности, множества баз отдыха поблизости и относительной безопасности порогов, они стали центром туристического водного спорта.

## Описание
Лосевские пороги представляют собой короткий и бурный проток, впадающий из Вуоксы в озеро Суходольское, которое в свою очередь впадает в Ладогу. Сильное течение обусловлено разным уровнем воды в Вуоксе и Суходольском. Его скорость достигает 7-9 метров в секунду. Уровень воды и водные трассы в нём меняются каждый год.
Длина Лосевских порогов составляет 800 метров, ширина в 7,5 метров, степень падения воды — 2,5 метра. Глубина порога под автомобильным мостом составляет 2 — 4 метра. Под железнодорожным мостом глубина достигает 17 метров. Посередине протока располагается огромный валун, прозванный «Жандармом».
В силе течения, крутизне водоворотов и высоте валов порог не уступает порогам сибирских рек — Енисею и Катуни.
Категория сложности — II. Лосевские пороги имеют все виды препятствий — сложные каменные структуры, валы, водопады. За счёт относительно большой глубины, при падении риск удариться об подводные камни понижен. Летом, в туристический сезон температура воды достигает 20 градусов и риск замерзания исключён.

## История

### Появление

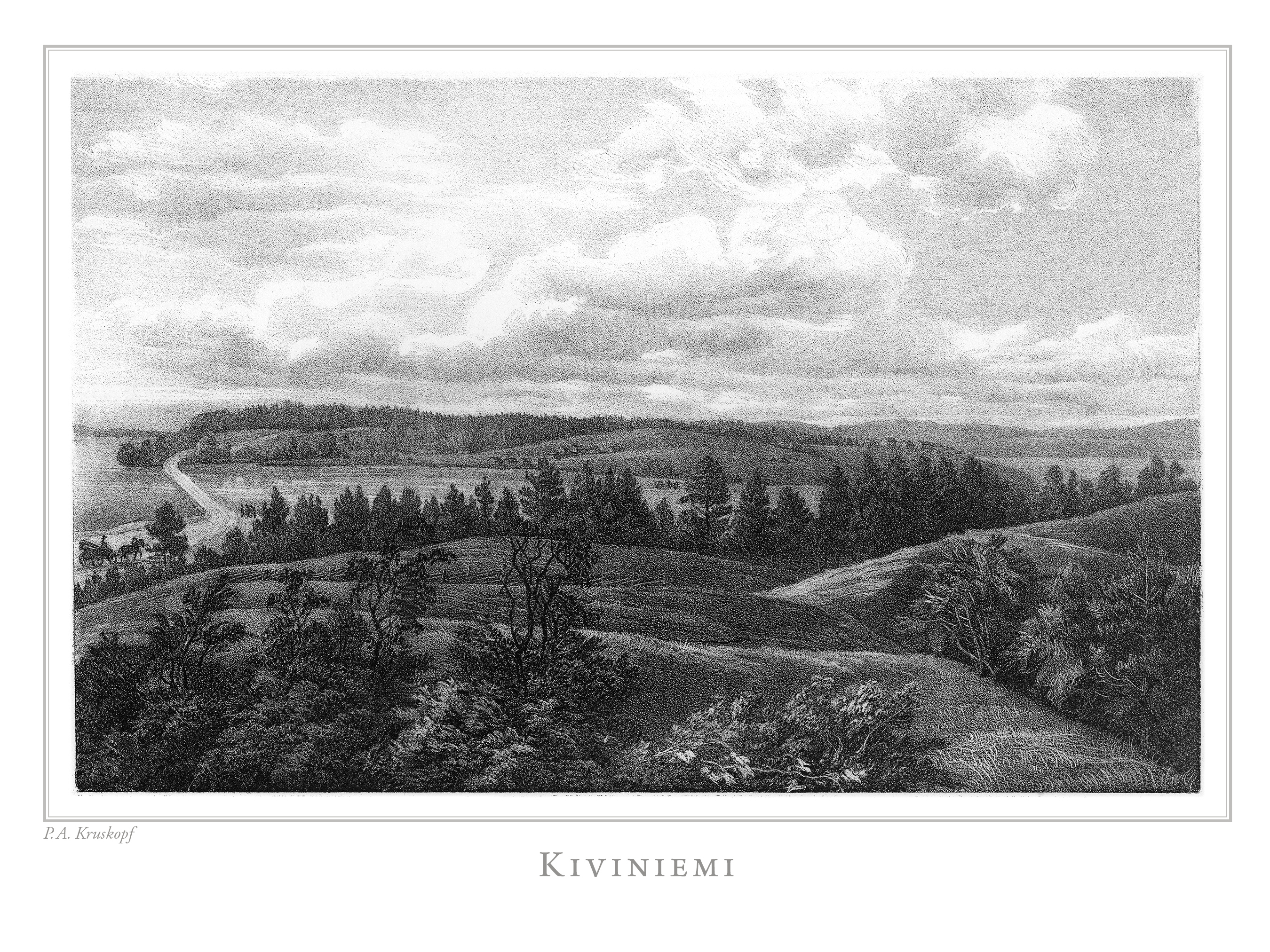
Пролив Кивиниеми до образования порогов. Справа видны Вуокса, слева — Суванто (Суходольское). На изображении виден высокий уровень воды. Мост располагается примерно на месте современного железнодорожного моста.

Известно, что до начала XIX века на месте Лосевских порогов существовал широкий и спокойный пролив с пологими берегами у финского посёлка Кивиниеми (ныне Лосево — Варшко). Уровень воды был на 7 метров выше нынешнего. Тогда основной сток Вуоксы шёл через Кякисалми (Приозерск). По руслу Кивиниеми могли путешествовать корабли и лодки, отправлявшиеся до Антреа (Каменногорска) и Кякисалми (Приозерска).
Возникновению порогов предшествовало катастрофическое событие у Ладоги. В 1818 году в попытке выкопать канаву для пахотных земель, люди допустили прорыв через песчаный перешеек воды с Суванто (Суходольское) в Ладогу. Тогда образовалась река Бурная.
В итоге река Вуокса сменила своё течение обратно в сторону Ладоги через озеро Суванто. Очевидцы описывали, как через канал устремились бурные потоки воды, почти не встречая препятствий в прибрежном сыпучем песке и сносили всё на своём пути. Вместе со стремительным понижением уровня воды быстро увеличивались отверстие и глубина истока. За неделю канал превратился в обширную долину. Местные жители слышали громкие стуки, вызванные соударением каменных глыб, увлечённых потоком. Тогда уровень воды в Суванто упал с 12,5 метров до 7,5 метров выше уровня Ладоги.
В 1857 году финны подорвали динамитом обмелевший проток, задумав его расширить и превратить в судоходный канал. Подготовительные работы велись десятилетия. Расчёт был на то, что вода быстро размоет землю вокруг и со временем станет спокойной и судоходной. Однако порода на дне протока оказалась слишком прочной и на месте взрыва образовались бурные и неглубокие пороги, непригодные для судоходства из-за слишком больших перепадов уровня воды между озёрами.

### Конец XIX—XX века

Водные соревнования в 1985 году

В конце XIX века пороги Кивиниеми стали центром рыболовства и заказником. Здесь ловили сёмгу и сигу. Разрешение на улов рыбы было дорогим, но окупалось. До революции рыбу поставляли в лучшие рестораны Санкт-Петербурга, а после — Стокгольм и Хельсинки. Порог стал центром рыболовного туризма, рыболовы покупали путёвки сюда, в том числе приезжали иностранцы. Несанкционированную ловлю пресекала рыболовная полиция. Пороги до строительства железнодорожного моста оставались частью водного торгового сообщения. Из-за недостаточной глубины пролива, требовалось перегружать товары из торговых судов из Вуоксы в Суванто и наоборот. Это предопределило развитие Кивиниеми, как центра судоходства, при котором было построено множество складов для хранения товаров.
С 1939 года у порогов во время Советско-финляндской войны (1939—1940) происходили боевые действия. Пороги были связаны с инцидентом, когда в результате плохого планирования, две роты красноармейцев предприняли попытку переправится на понтонах через пороги, но были перехвачены ледяным течением. Двое десятков солдат добрались до северного берега, но быстро были уничтожены противниками. После 1944 года территория у порогов окончательно вошла в состав СССР.
С 1968 года на уже Лосевских порогах начали проводиться байдарочные соревнования, которые незадолго до этого начали проводить на реке Бурная. Это были первые подобного рода соревнования в СССР. Ленинградская школа стала передовой. С 1979 года на Лосевском пороге начали проводить всесоюзные соревнования на байдарках на приз газеты Смена. Постепенно соревнования и спортивные мероприятия становились всё более разнообразными, к ним добавлялись катание на катамаранах и других видах судов. Байдарки в советское время делали самостоятельно из-за дефицита и плохого качества советских товаров, на голову надевали мотоциклетные каски.
В 1990 годы соревнования и мероприятия проводились уже силами коммерческих организаций. Для привлечения новых участников при спортивных мероприятиях начали организовывать фестивали. Популярности порогов способствовала его транспортная доступность.
В 2000-х годах обсуждался план по созданию судоходного канала через Вуоксу в обход Невы. Этот проект вызвал волну критики, в том числе и опасения по поводу судьбы Лосевских порогов. Авторы проекта предлагали строительство шлюза рядом с порогами для кораблей, а на самих порогах —  строительство подводной плотины, шлюза и подводной станции, чтобы сохранить там прежнее направление воды.

## Мосты
Исторически через русло Кивиниеми проходил мост в направлении Выборг — Кякисалми. До образования порогов строить мосты там было не трудно. В 1867 году был построен первый подвесной вантовый мост на цепях. Из-за крутых берегов его строительство было затруднительно и длилось 10 лет. В 1882 году над протокой возвели железный висячий мост с воротами. Он был дорогим и сделан в Германии. Его части доставляли лошади от станции Перкъярви до Кивиниеми. Чтобы окупить затраты, за проход начали взимать плату, размер пошлин был дифференцирован от того кто (или какое транспортное средство) пересекали мост. В 1917 году у устья протоки построили железнодорожный мост, он сгорел и в 1918 году на его месте возвели металлический мост. В 1939 году, во время Советско-финляндской войны (1939—1940) мосты над порогом были взорваны и снова отстроены советскими властями. В 1941 году уже советскими военнослужащими при отступлении мосты были снова подорваны и восстановлены после окончания войны.
После войны, предположительно в 1950-е годы[уточнить] был построен двухполосный железный автомобильный мост, который был снесён в 2018 году и заменён арочным четырёхполосным мостом в рамках строительства Сортавальского шоссе. В 2015 году рядом со старым был построен новый железнодорожный мост в рамках строительства линии Лосево — Каменногорск.

## Туризм

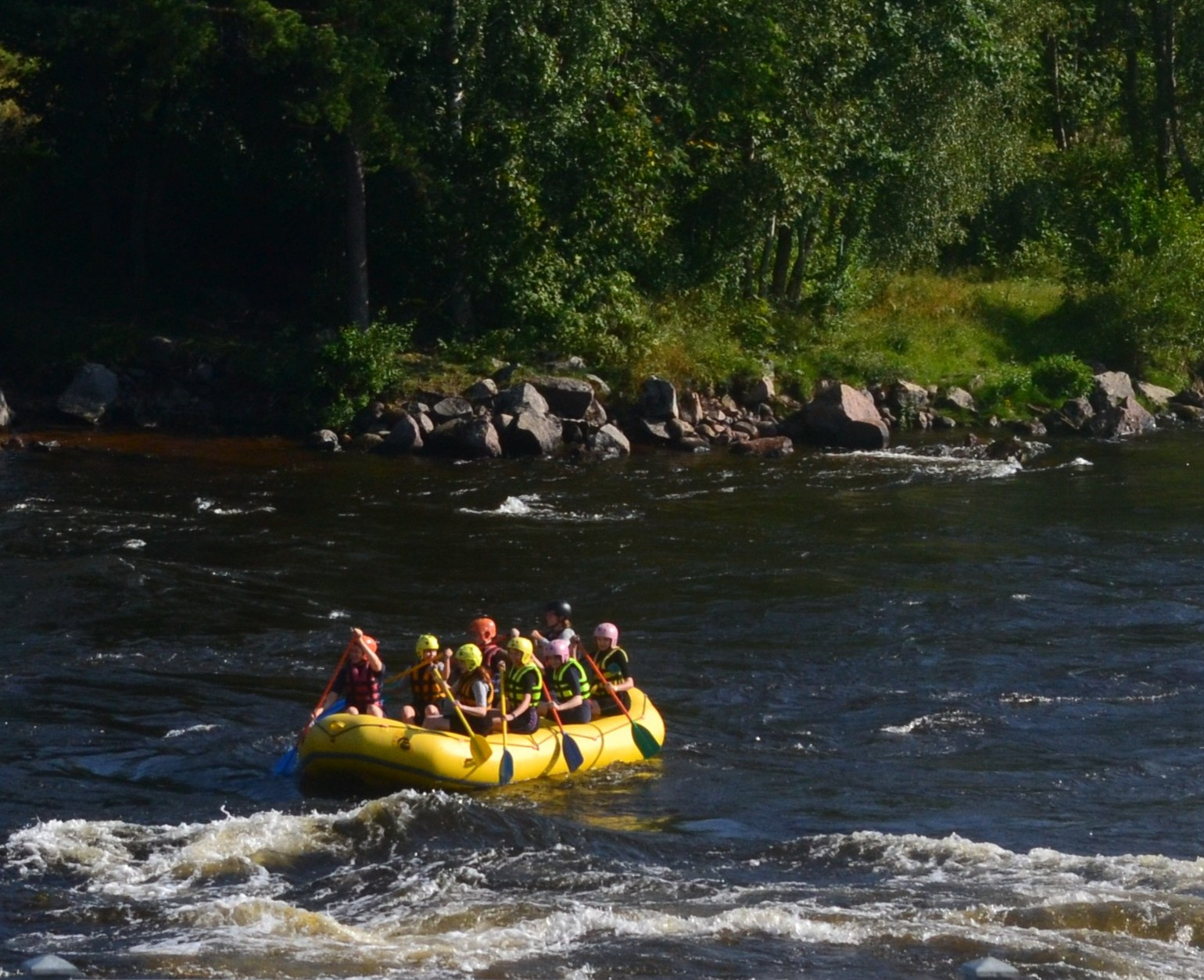
Водный спорт на порогах

С 1960-х годов Лосевские пороги стали центром притяжения спортивно-водного туризма, любителей гребного слалома, экстремального сплава на каяках, рафтах, катамаранах, байдарках. На порогах начало проводиться множество соревнований, в том числе и международного значения. Некоторые воспитанники «Лосевской школы» стали мастерами спорта, членами национальной сборной России, призёрами европейских, мировых кубков, участниками Олимпийских игр.
В XXI веке также популярным видом спорта на порогах стало катание на гидроциклах. Ежегодно на порогах и на Вуоксе проходит международный туристский фестиваль и в рамках мероприятия проходит Кубок России на водных дистанциях, открытый чемпионат Петербурга по парусному туризму на разборных судах, соревнования по триатлону на бурной воде и первенство Северно-Западного федерального округа по рафтингу среди юниоров Туристический сезон традиционно продолжается в летнее время. Ввиду опасности порогов, занятие спортом здесь рискованно и часто происходят несчастные случаи.
Развитие водного туризма во многом определило и дальнейшее развитие округа, в котором располагается множество туристических баз и зон отдыха. Летом возле порогов туристы на берегах озёр ставят палатки. Водный туристический спорт также способствовал развитию «сухопутного» спортивного туризма у порогов, вроде велогонок, соревнований по поисково-спасательным работам. Для туристов организовывали другие досуговые мероприятия, вроде бард- или рок-концертов. Помимо водного спорта, популярностью пользуется рыбалка, которая запрещена на порогах, но допустима на озёрах. Для туристов в 2018 году со стороны Лосево была построена смотровая площадка с видом на порог.

## Галерея

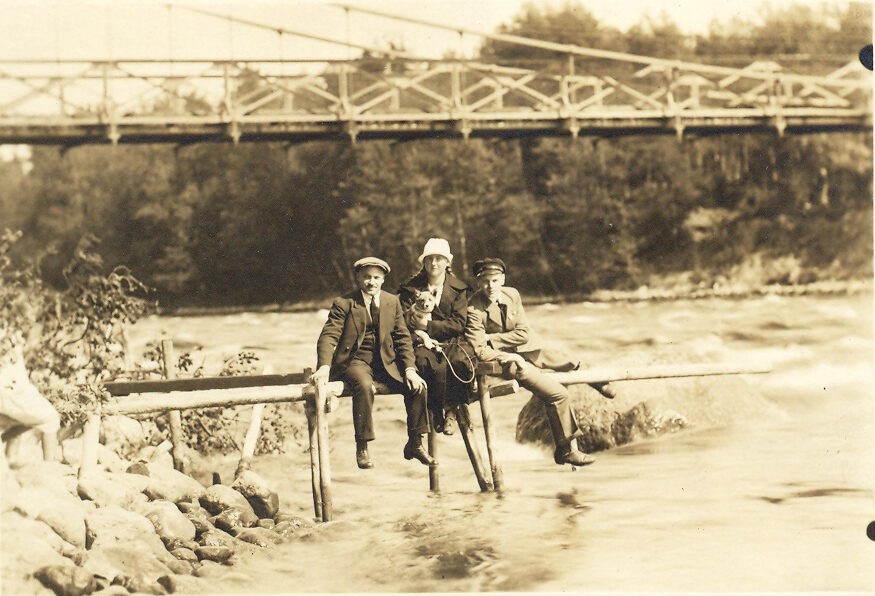
Пороги Кивиниеми, 1930 — 1939 года
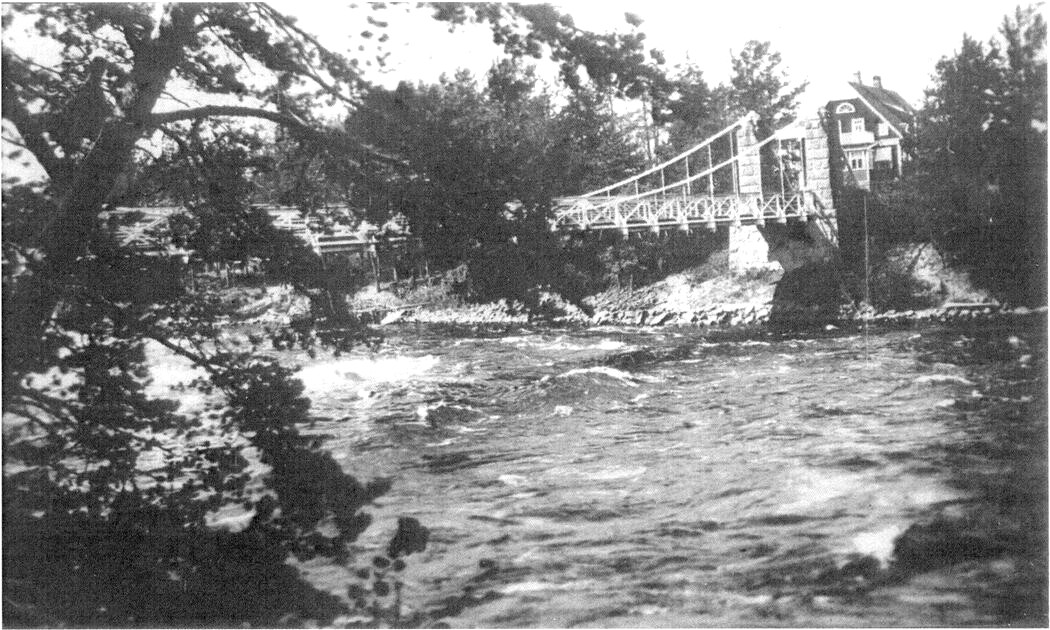
Вид на пороги Кивиниеми с Мостом, 1920 — 1939 года
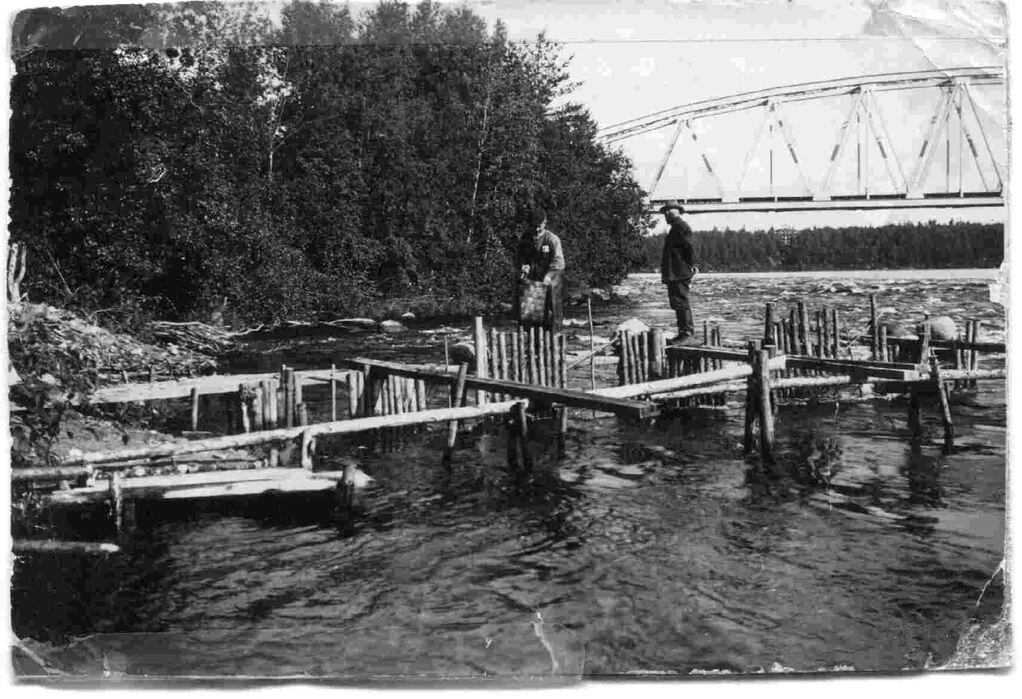
Рыбаки на порогах Кивиниеми 1930 — 1939 года
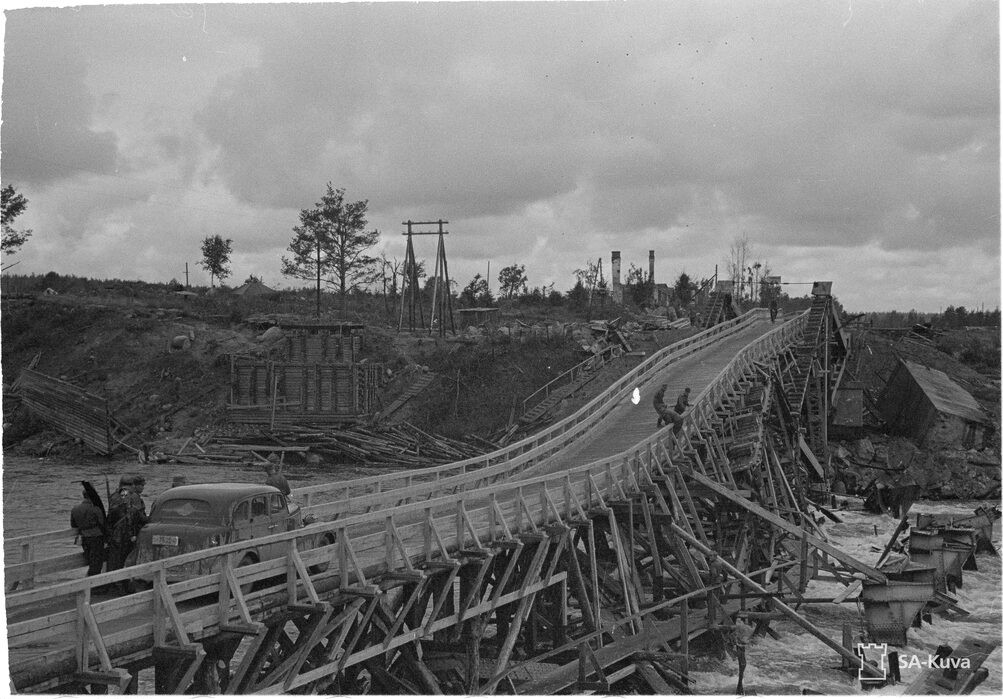
Переправа по разрушенному мосту, 1941 год
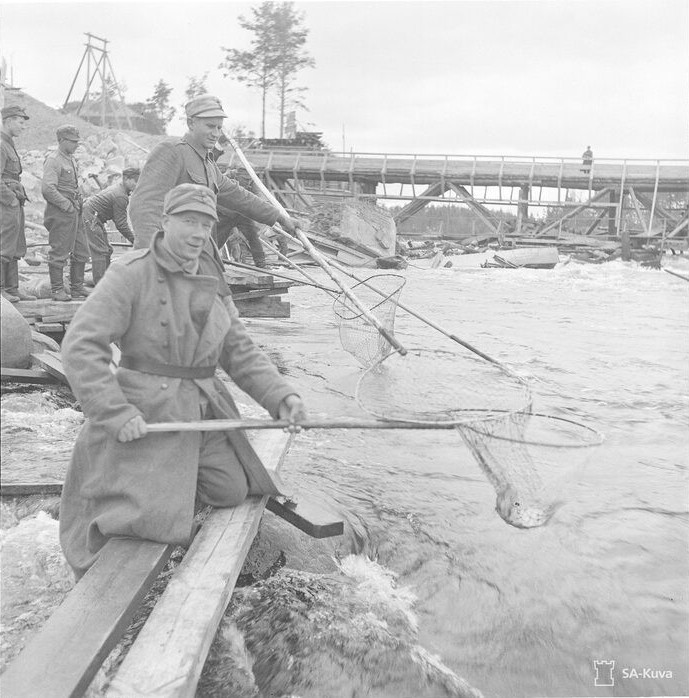
Финские солдаты ловят рыбу, 1941 год
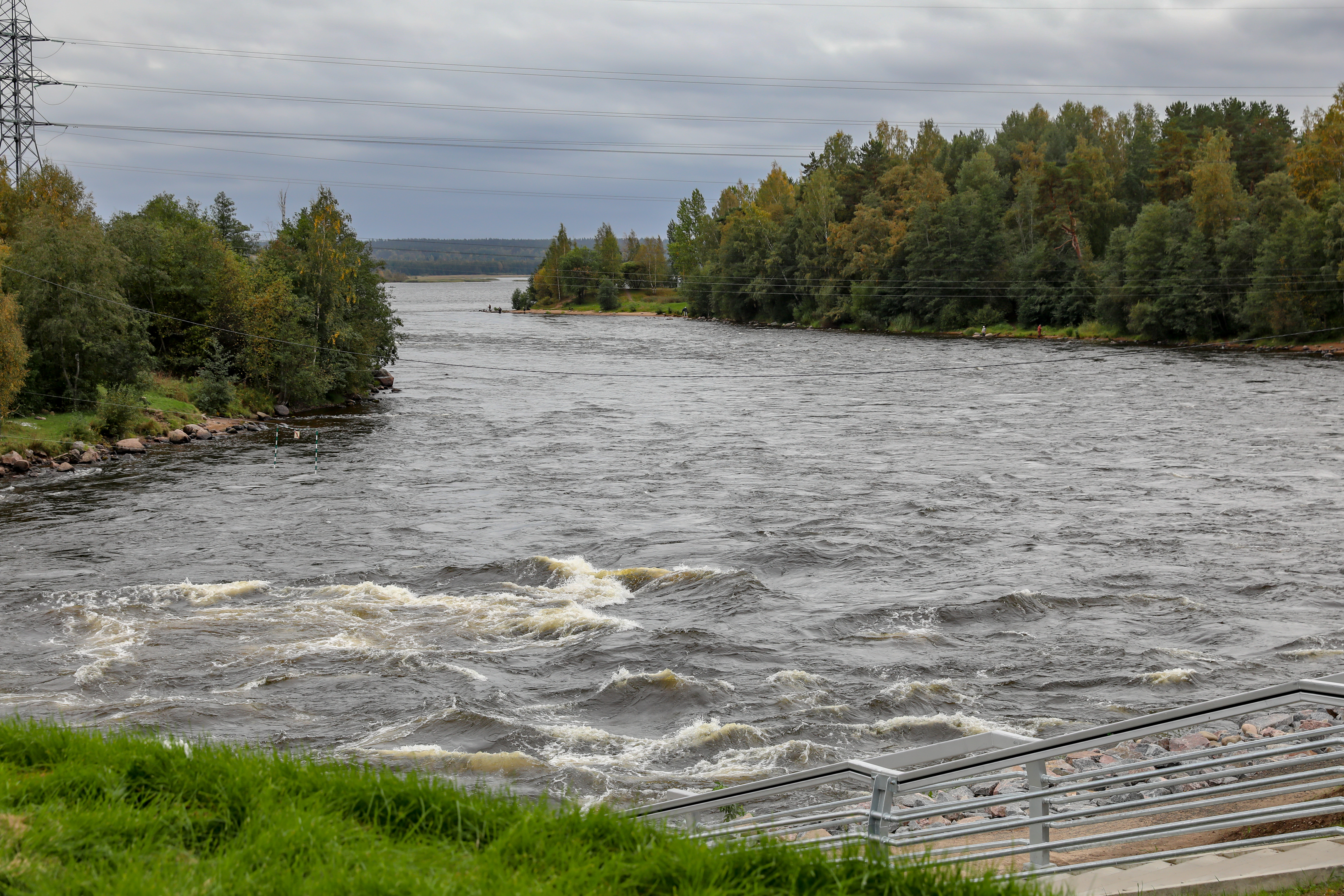
Вид на Пороги в сторону Вуоксы
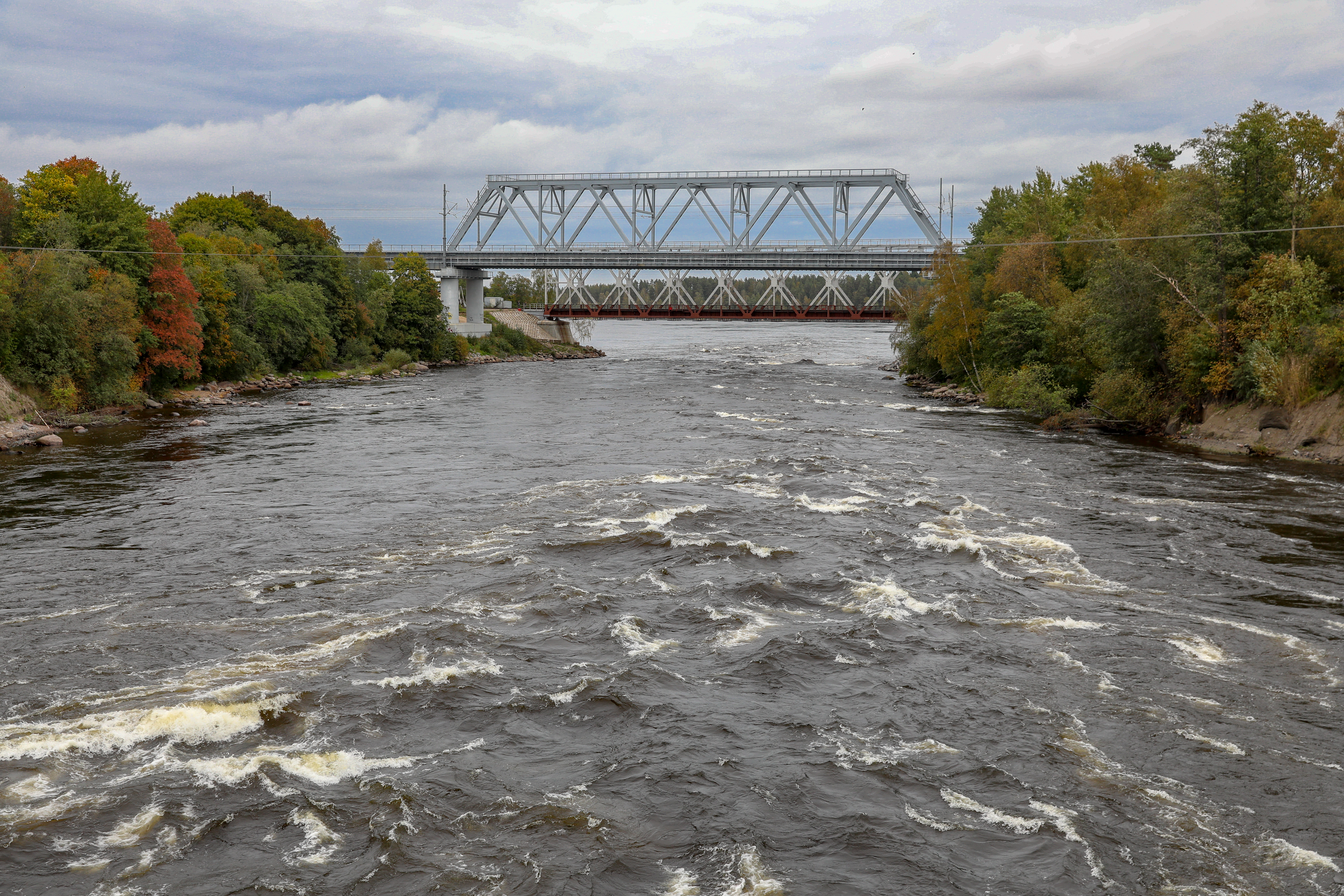
Вид на Пороги в сторону Суходольского
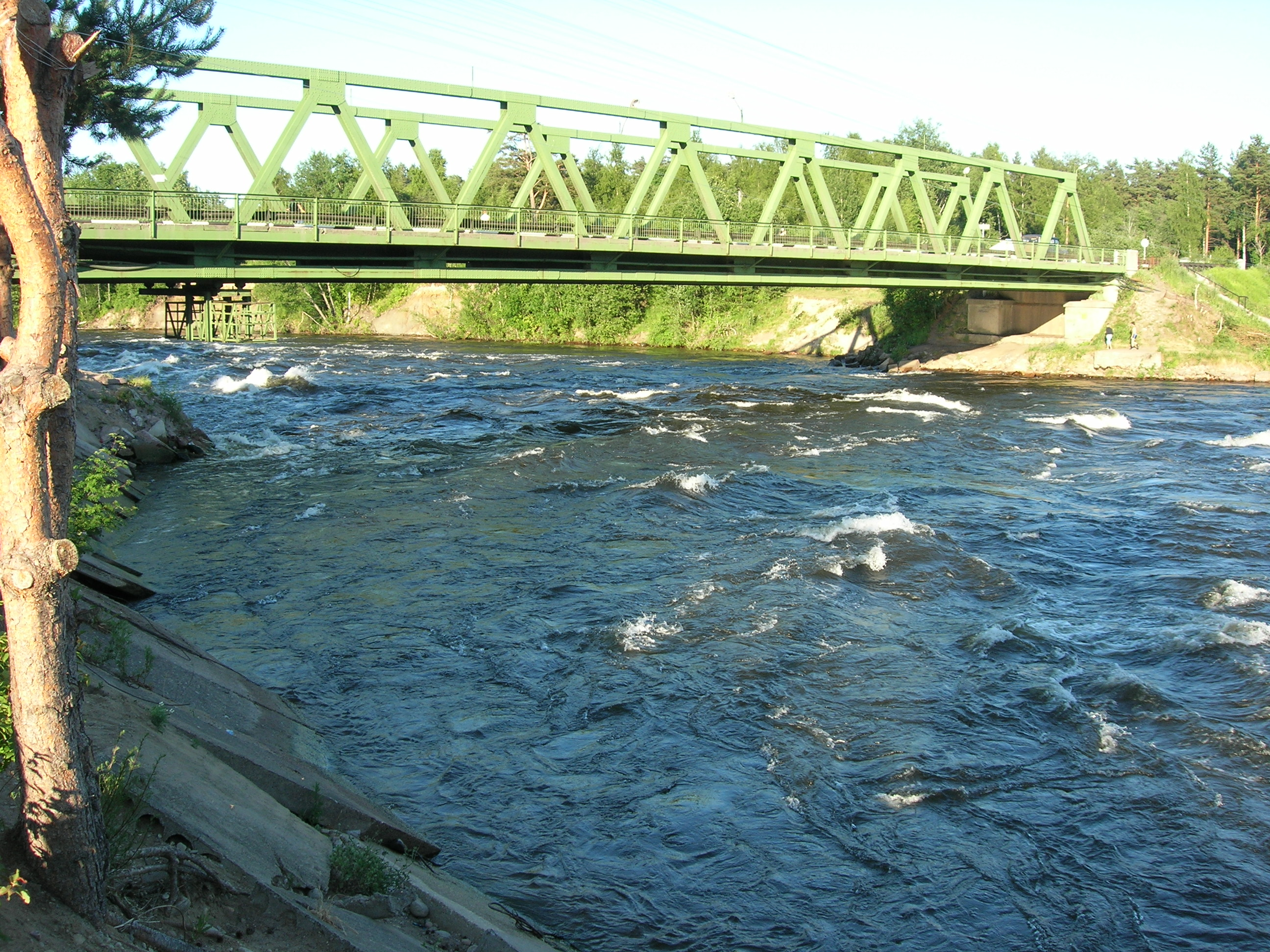
Лосевские пороги с видом на старый дорожный мост, 2005 год
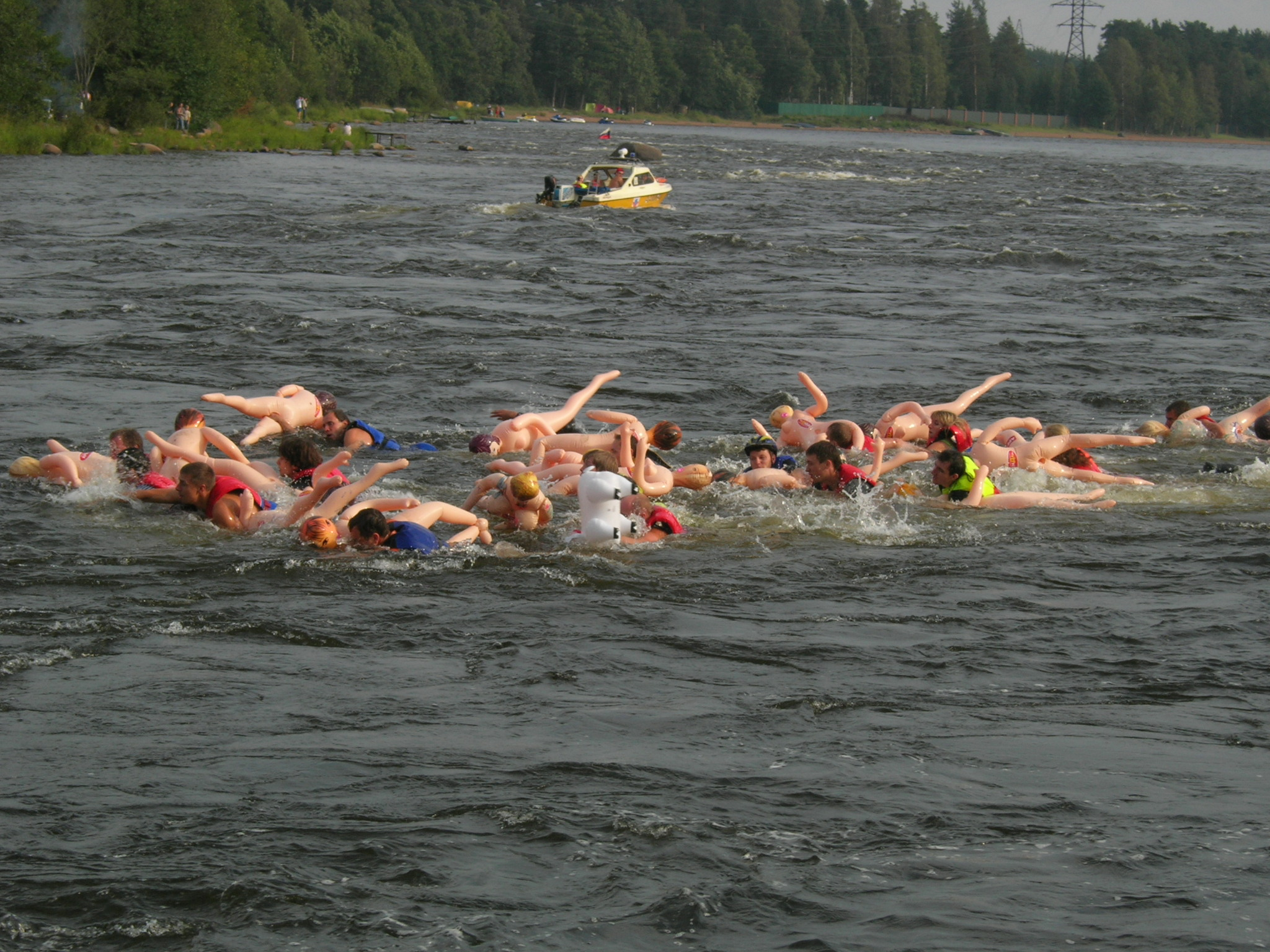
Соревнования по плавания с секс-куклами, 2007 год
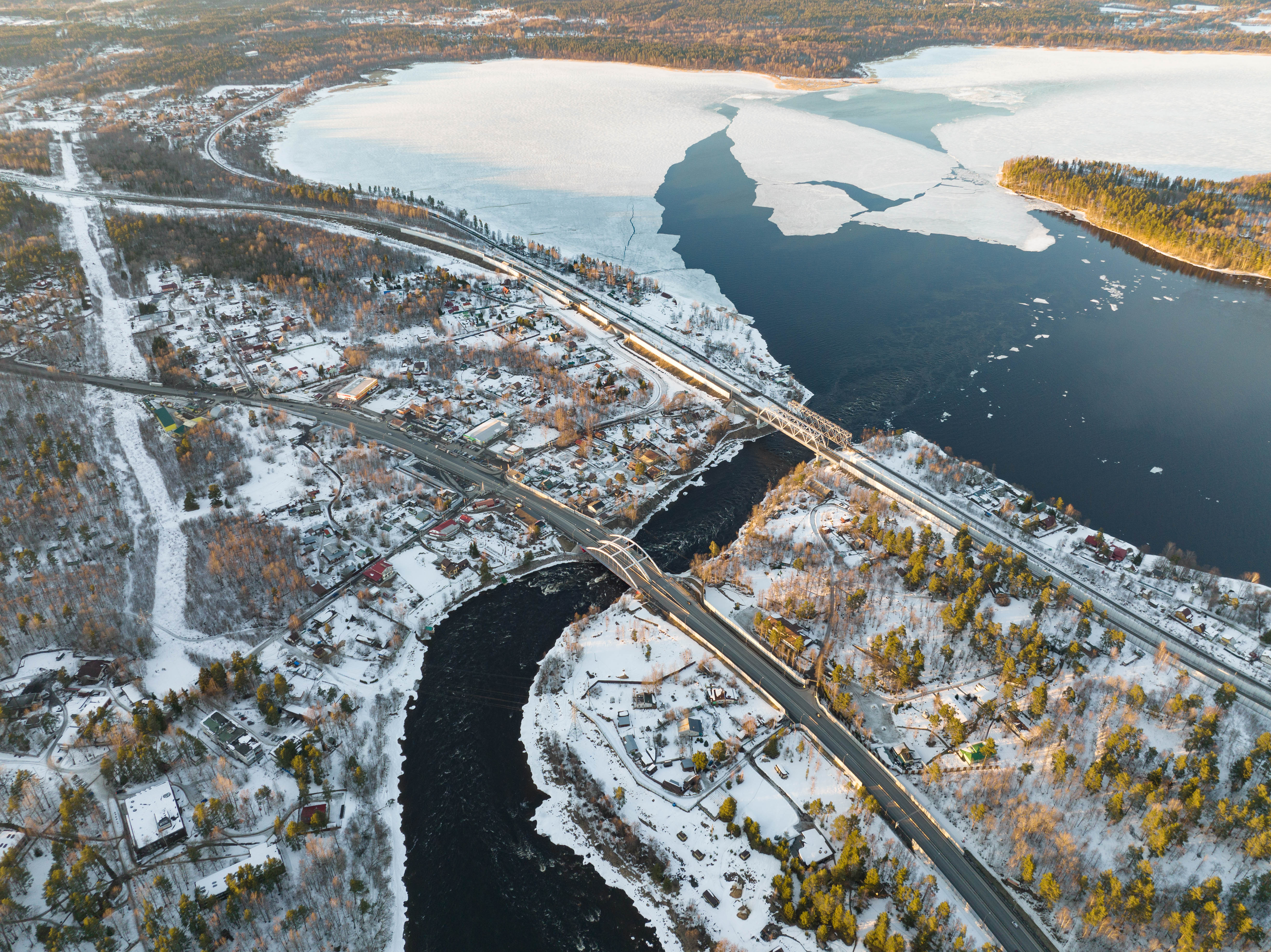
Вид на Лосевские пороги зимой, 2022 год
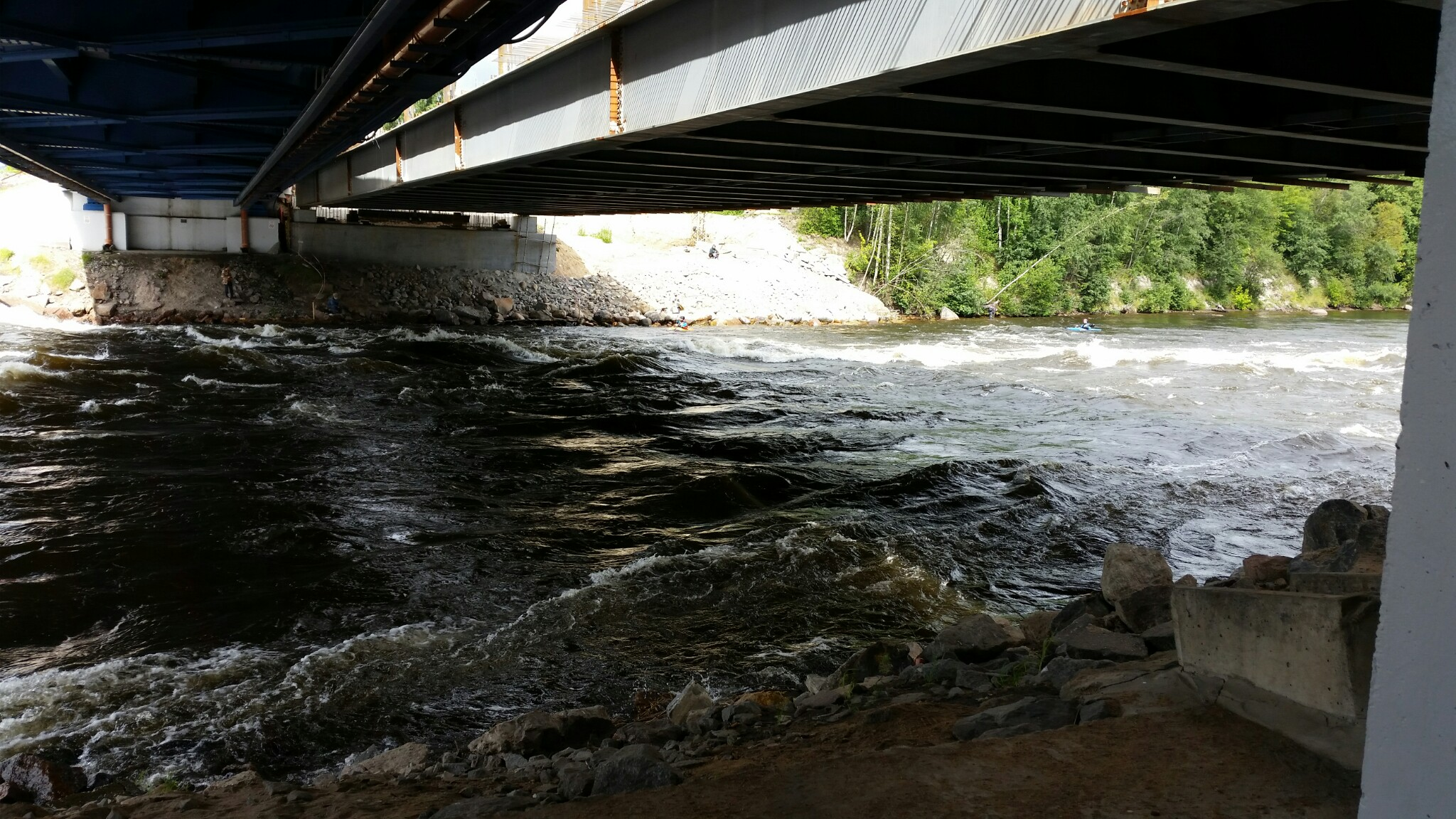
Вид на пороги под мостом, 2015 год
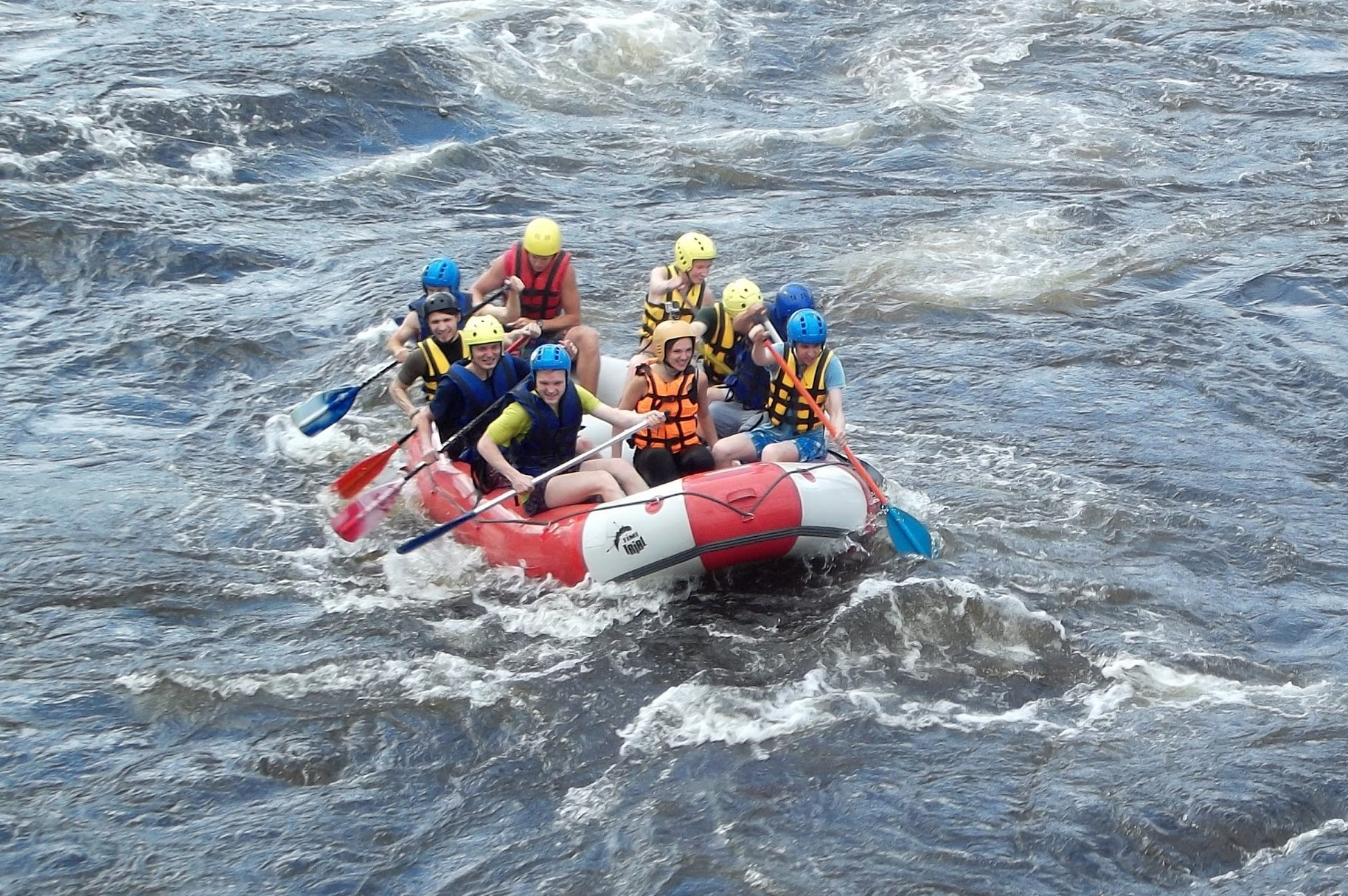
Спортсмены на порогах, 2014 год
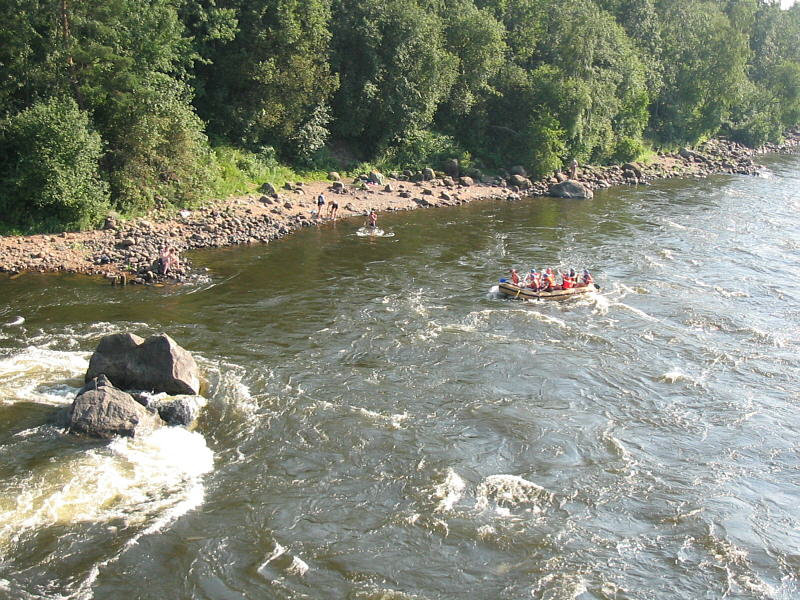
Камень, прозванный слаломистами «Жандармом», 2006 год